# Dryptosauridae
Los driptosáuridos (Dryptosauridae) son una familia de dinosaurio terópodo tiranosauroide, que vivió finales del período Cretácico, hace aproximadamente 70 millones de años, en el Maastrichtiense, en lo que hoy es Norteamérica. Propuesto por O. C. Marsh, 1877 cuando renombró a Dryptosaurus, fue vuelto a usar por Kenneth Carpenter, en su revisión del género, siendo el único que contiene, por lo que es considerado redundante.